# Skaro
Skaro (autrement appelée D5-Gamma-Z-Alpha) est une planète fictive créée par Terry Nation appartenant au Whoniverse qui est l'univers de la série de science-fiction britannique Doctor Who diffusée depuis le 23 novembre 1963 sur BBC one. Cette série raconte l'histoire d'un extra-terrestre, de la race des seigneurs du temps, qui se fait appeler Le Docteur et qui a la capacité de se régénérer. Celui-ci vient de la planète Gallifrey et voyage dans l'espace et le temps tout en sauvant les habitants de la planète Terre à l'aide de son TARDIS.

## Astronomie
Skaro est la douzième planète de son système solaire. Elle est similaire à la Terre pour ce qui est de la gravité et de l'atmosphère. Elle possède plusieurs lunes qui sont : Flidor, Falkus (créée par les Daleks) et Omega Mysterium.

## Géographie
C'est une planète de couleur rouge, représentée comme un désert nucléaire, constituée de trois continents : Dalazar, Darren et Davius. Elle est aussi constituée de plusieurs étendues d'eau : l'océan de la mort, l'océan de Ooze, la mer d'acide, la mer de rouille, la mer sans fond.

## Habitants
Skaro abritait différentes races, les Thals, les Dals et les Kaleds. Un jour, une guerre de mille ans éclata entre les Thals et les Kaleds. C'est à la fin de cette guerre qu'un scientifique Kaleds nommé Davros créa les Daleks qui sont des Dals génétiquement modifiées à la suite de radiations ressenties sur la planète. Les Daleks n'ont pas d'émotions et n'ont qu'un seul but, détruire toute forme de vie n'étant pas un Dalek.

## Faune et flore
La planète, décrite comme un désert nucléaire, possède très peu de faune et de flore mis à part une forêt entièrement pétrifiée, les plantes varga (des cactus venimeux qui, au moindre contact, provoquent une envie de meurtre jusqu'à être pétrifié), la fleur arkellis, des magnedons (petites reptiles) ou encore des créatures tentaculaires aux yeux lumineux.

## Le culte de Skaro
Le culte de Skaro est un « ordre religieux » originaire de Skaro, comme son nom l'indique. Il est composé de quatre Daleks, trois standards et un noir qui sont les seuls Daleks à porter des noms, les Daleks standards se nomment Dalek Caan, Dalek Thay et Dalek Jast. Le Dalek noir se nomme Dalek Sec et est le leader. Ce culte a été fondé pour trouver un moyen pour que les Daleks survivent. Il s'est vite transformé en un moyen plus efficace de détruire l’ennemi en pensant comme lui. Le culte de Skaro intervient dans les épisodes suivants : « L'armée des ombres », « Adieu Rose », « L'Expérience finale » et « DGM : Dalek Génétiquement Modifié. »

## Apparitions
Le docteur se rend plusieurs fois sur Skaro. La planète apparaît dans le premier épisode à faire apparaître les Daleks, « The Daleks » alors que le conflit entre les Daleks et les Thals est toujours existant. Le Docteur se rend sur celle-ci à la fin de « The Evil of the Daleks » et celle-ci subit un grave dommage. Toutefois, elle semble n'avoir subi qu'un simple choc. 
Dans l'épisode « La Genèse des Daleks », le Docteur revient sur Skaro avant la création des Daleks lorsqu'une guerre entre plusieurs factions semble avoir irradié la planète. Il revient des siècles plus tard dans l'épisode « Destiny of the Daleks » pour la trouver déserte. Les Daleks semblent avoir réinvesti Skaro puisque lorsque le Docteur provoque sa destruction dans l'épisode « Remembrance of the Daleks », elle semble être le point névralgique de leur armée. Toutefois, ce point semble ne pas avoir été retenu par la suite, on peut s'apercevoir que la planète a survécu dans le téléfilm « Le Seigneur du Temps » et l'épisode « L’Asile des Daleks. » Dans l'épisode « Le Magicien et son disciple », le Docteur et Clara se rendent sur Skaro et aperçoivent que les Daleks ont fait en sorte que Skaro redevienne une planète habitable.
Dans le minisode Destination: Skaro, diffusé le 17 novembre 2023 à l'occasion du Children in Need annuel, le Docteur se retrouve sur Skaro au moment de la création des Daleks.
On a pu voir aussi la planète Skaro au cinéma dans le film dérivé de la série Dr. Who et les Daleks.